# Iobăgia în Rusia

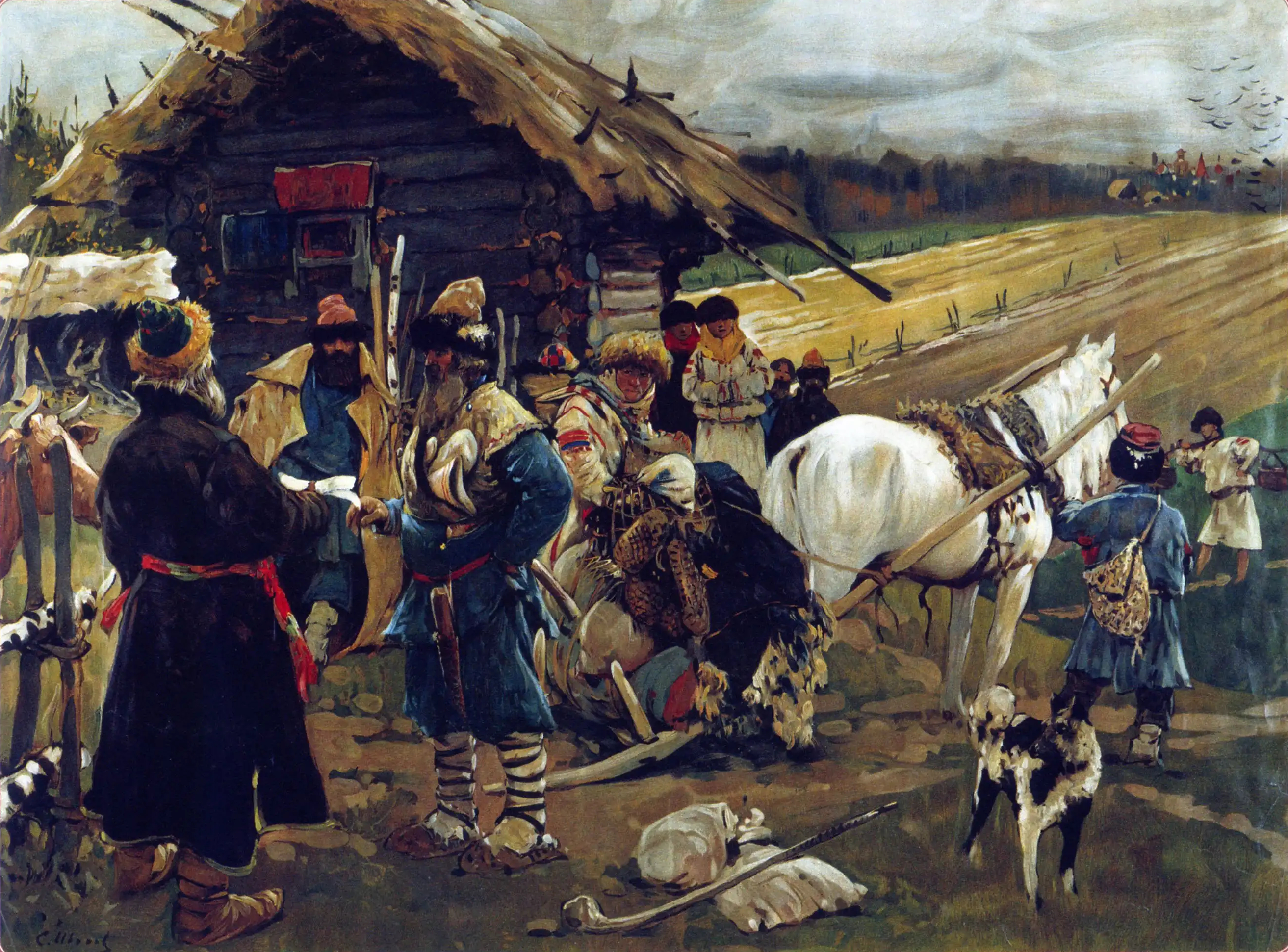
Un țăran părăsindu-și stăpânul feudal de ziua lui Iuri (ziua Sfântului Gheorghe), pictură de Serghei V. Ivanov.

Originile iobăgiei în Rusia pot fi găsite în primul stat al slavilor de răsărit, Rusia Kieveană, încă din secolul al XI-lea. Documentele epocii, (precum este Pravila rusă), fac distincție între cele câteva feluri de dependență a țăranilor față de stăpânii de pământ. În mod tradițional, cuvântul rusesc folosit pentru a denumi țăranul în epocă – крепостной крестьянин (krepostnoi krestianin) – este tradus prin iobag.

## Istorie
Codul de legi al lui Ivan al III-lea – Sudebnik (1497) – înăsprea legarea de pâmânt și le restrângea libertatea de mișcare a țăranilor. Rușii s-au luptat neîncetat împotriva statelor succesoare ale Hoardei de Aur, în principal împotriva Hanatului Crimeii. Zeci de mii de aristocrați – boieri – apărau granițele de sud ale statului. Acest fapt a încetinit dezvoltarea socială și economică a Rusiei și a crescut sarcinile de plată ale țăranilor.
După legiferarea unor noi reguli care înăspreau și limitau și mai mult dreptul la mutarea liberă de pe moșii, marea majoritate a populației a fost în cele din urmă transformată în iobagi. Șerbia a fost legiferată prin Sobornoe ulojenie – Codul de legi (Соборное уложение) din 1649. Fuga de pe moșie a devenit un delict grav împotriva statului. moșierii ruși căpătau drepturi aproape nelimitate de proprietate asupra iobagilor lor. Proprietarul putea transfera altui moșier șerbii, fără pământul pe care aceștia îl munciseră, în același timp putând păstra posesiunile și familiile înstrăinaților. Totuși, stăpânul nu avea voie să-și ucidă iobagul. Iobăgia a devenit completă în Rusia mult mai târziu decât în restul țărilor europene.
Au izbucnit numeroase răscoale împotriva legării de pământ, de cele mai multe ori împreună cu răscoalele cazacilor, așa cum a fost răscoalele lui Ivan Bolotnikov (1606-1607), Stenka Razin (1667-1671), Condrati Bulavin (1707-1709) și [[Emelian Pugaciov] (1773-1775). În timp ce cazacii profitau din plin de dezordinile provocate de țărani, aceștia din urmă fiind dinamizați de răscoalele căzăcești, nici o mișcare căzăcească nu a fost direcționată împotriva instituției iobăgiei. În loc de aceasta, în regiunile în care cazacii erau dominanți, țăranii deveneau la rândul lor cazaci, scăpând mai degrabă astfel de iobăgie, decât prin intermediul răscoalelor. De la sfârșitul răscoalei lui Pugaciov și până la începutul secolului al XIX-lea, au izbucnit sute de rebeliuni de-a lungul și de-a latul Rusiei și nu a fost nici o perioadă în care țăranii să fie complet liniștiți. De la mijlocul secolului al XVIII-lea, iobagii reprezentau majoritatea relativă populației țării, așa cum arată recensămantul din 1857, adică 23,1 milioane din 62,5 milioane de locuitori ai Imperiului Rus.
Iobăgia rusă a rămas în totalitate legată de tehnologiile extensive tradiționale ale țăranilor. Recoltele au rămas scăzute și la valori constante în timp în tot secolului al XIX-lea. Creșterile veniturilor din agricultură erau datorate în principal creșterii suprafețelor cultivate și înăspririi condițiilor de muncă ale țăranilor.
În provinciile baltice ale imperiului , (Curlanda, Livoniam Estonia), iobăgia a fost abolită la începutul secolului al XIX-lea.
În 1861, toți iobagii au fost eliberați printr-o reformă agrară majoră gândită de țarul Alexandru al II-lea, care a considerat că "este mai bine să eliberezi țăranii de sus" decât să aștepți până ei își vor câștiga libertatea "de jos". Iobăgia a fost abolită în 1861, dar în condiții defavorabile țăranilor și nu a făcut decât să crească presiunile revoluționare.

## Originile
Originile iobăgiei în Rusia (крепостничество - krepostnicestvo) pot fi găsite în secolul al XI-lea, dar, totuși, forma completă a exploatării feudale nu se întâlnea decât la anumite categorii ale populației rurale. În secolul al XII-lea, exploatarea așa-numiților zakupi de pe moșii (ролейные (пашенные) закупы – poleine (pașennie) zakupî) și a smerdilor care prestau robota (барщина – barșcina, corvoada) era în mare măsură similară cu exploatarea iobagilor. În conformitate cu prevederile Russkaya Pravda, un smerd princiar avea drepturi limitate la proprietate și anumite libertăți personale. Dreptul de proprietate asupra pământului revenea stăpânului feudal, iar viața țăranului era echivalată cu cea a unui holop, ceea ce însemna că uciderea lui era pedepsită cu o amendă de 5 grivna.
Între secolele al XIII-lea și al XV-lea, un număr din ce în ce mai mare de țăranii au ajuns în dependență feudală, dar iobăgia nu era un fenomen lar răspândit. Pe la mijlocul secolului al XV-lea, dreptul anumitor categorii de țărani din unele otcine (moșii transmise erdeditar) de a-și părăsi stăpânul a fost limitată la doar o săptămână înaintea și după așa zisei zile a lui Iuri (26 noiembrie – ziua Sfântului Gheorghe). Sudebnikul (codul de legi) din 1497 confirma în mod oficial aceată perioadă de timp ca valabilă pentru toată lumea și stabilea și numărul "plecări libere" (пожилое - pojiloe). Sudebnikul din 1550 mărea numărul de plecări libere și introducea în plus taxa за повоз – za povoz (pe transport), pentru cazul în care țăranul refuza să aducă recolta de pe câmp în curtea stăpânului său. Ucazul din 1597 a în mod temporar măsura interzicerii părăsirii moșiilor (Заповедные лета - anii de interzicere). Măsura a devenit după un timp definitivă. Același ucaz a definit așa-numiții ani ficși (Урочные лета – urocinie leta), termenul de cinci ani în care era permisă căutarea țăranilor fugiți de pe moșii. Ucazul din 1607 introducea sancțiuni pentru cei care ascundeau sau păstrau țăranii fugari. Trebuia plătită o despăgubire fostului proprietar și o amendă în visteria statului.
Cea mai mare parte a aristocrației ruse (dvorianstvo) era mulțumită de perioada lungă de timp în care un fugar putea fi căutat. Marii proprietari din sud erau interesați însă de un termen de căutare mai scurt, dat fiind faptul că majoritatea fugarilor își căutau refugiu în sudul Rusiei. În timpul primei jumătăti a secolului al XVII-lea, nobilii au trimis o serie de petiții colective autorităților, prin care se cerea mărirea perioadei de timp în care putea fi căutat fugarul. În 1642, țarul a stabilit un nou termen de 10 ani pentru căutarea celor plecați fără voie de pe moșiile stăpânilor de pământ și un termen de 15 ani pentru găsirea țăranilor răpiți de noi proprietari.
Codul de legi din 1649 introducea dreptul nelimitat al stăpânului pentru a-și căuta fugarii. Nobilii au căutat în plus să obțină sprijinul statului în căutarea țăranilor fugiți de pe moșii.